# John Farey
John Farey, Sr. (* 1766 in Woburn, Bedfordshire; † 6. Januar 1826 in London) war ein englischer Geologe. Heute ist er insbesondere durch die nach ihm benannte Farey-Folge bekannt, die er in einem Artikel des Philosophical Magazine 1816 untersuchte.

## Leben
John Farey wurde in Halifax in der Grafschaft Yorkshire ausgebildet. Nach seiner Ausbildung zog er nach London und heiratete dort Sophia Hubert. 1791 wurde ihr erstes Kind John Farey Jr. geboren, später hatten sie noch acht weitere Kinder, von denen jedoch zwei kurz nach der Geburt verstarben. John Farey begann 1792 für den fünften Herzog von Bedford auf dessen Gütern in Woburn zu arbeiten. Nach dem Tod des Herzogs zog er wieder zurück nach London. Dort wurde er 1805 als Nachfolger von Arthur Young Sekretär des Smithfield Club. Seine Arbeit als Geologe und Landvermesser wurde von vielen Landbesitzern in ganz England nachgefragt, seine geologische Arbeit war von Bedeutung für Lokalisierung und Erschließung von neuen Kohleflözen und Mineralfeldern, nach denen aufgrund der Industrialisierung eine starke Nachfrage herrschte.
John Farey war ein produktiver Schriftsteller und verfasste nach neueren Forschungen über 270 Veröffentlichungen, wobei der Katalog für wissenschaftliche Veröffentlichungen der Royal Society jedoch nur etwa ein Viertel von ihnen aufführt. Er war Autor vieler Artikel der Rees’ Cyclopedia (Lexikon und Wörterbuch) und verfasste das dreibändige Werk General View of the Agriculture and Minerals of Derbyshire.